# Tufão Yagi (2006)
O tufão Yagi (designação internacional: 0614; designação do JTWC: 16W) foi o tufão mais intenso da temporada de tufões no Pacífico de 2006, segundo o Joint Typhoon Warning Center (JTWC). Sendo o vigésimo ciclone tropical, o décimo quarto sistema tropical nomeado, o nono tufão e o quinto super tufão da temporada de tufões no Pacífico de 2006, Yagi formou-se de uma perturbação tropical em 17 de Setembro a nordeste de Guam e atingiu o pico de intensidade com ventos máximos sustentados de 260 km/h antes de começar a se enfraquecer e se tornar um ciclone extratropical em 25 de Setembro.
Por se manter longe da costa, Yagi não provocou danos ou vítimas.

## História meteorológica

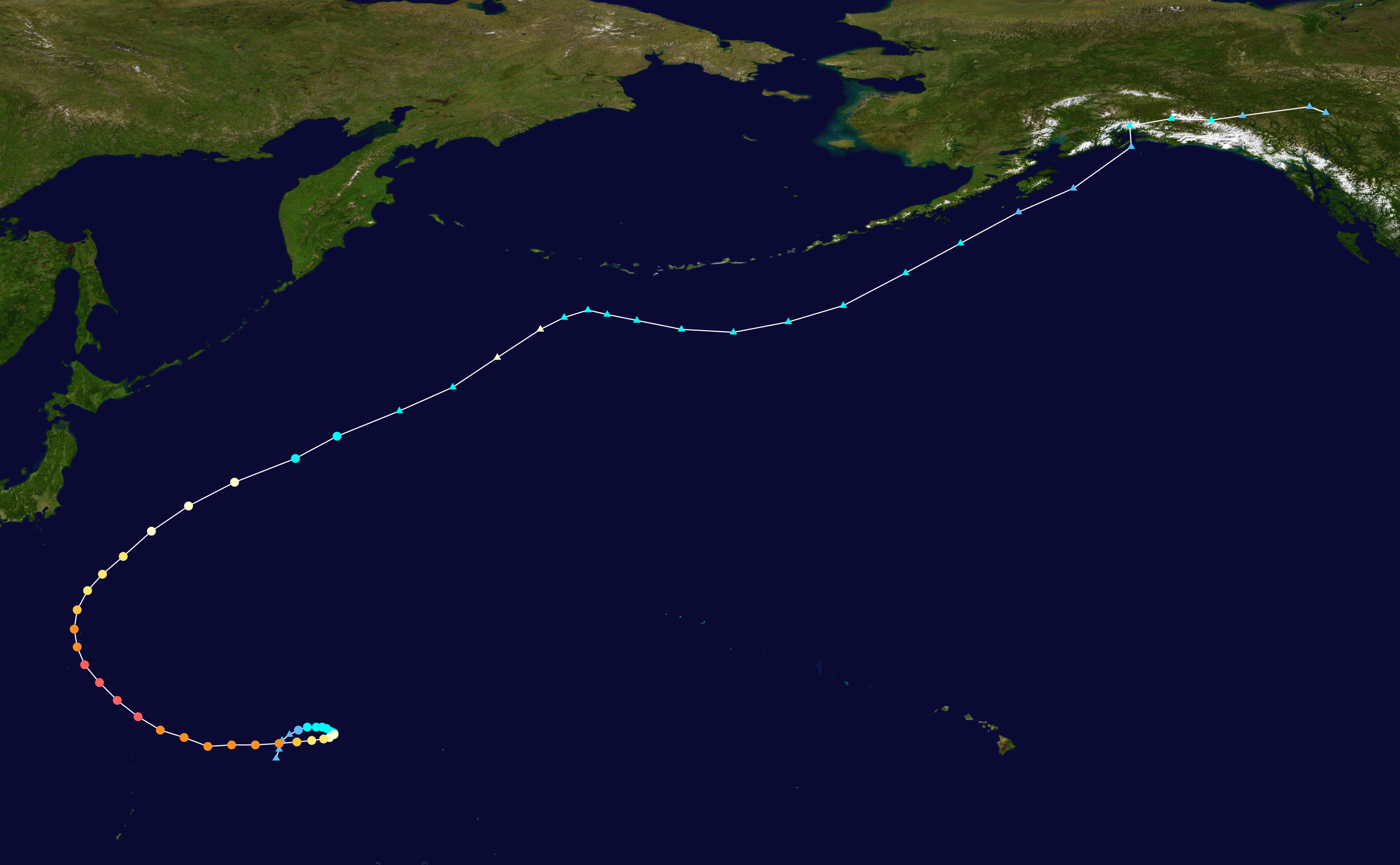
O caminho de Yagi

Em 16 de Setembro, uma área de convecção formou-se a aproximadamente 1.265 km a leste-nordeste de Guam. O Joint Typhoon Warning Center começou a monitorar a perturbação no começo da madrugada daquele dia, dizendo que imagens animadas de satélite revelaram a formação de áreas de convecção a leste e a sul de uma fraca circulação ciclônica de baixos níveis. A perturbação estava localizada sob um anticiclone de altos níveis e numa região com baixos ventos de cisalhamento. A perturbação desenvolveu-se rapidamente e o JTWC emitiu um alerta de formação de ciclone tropical (AFCT) ainda em 16 de Setembro. Na madrugada (UTC) de 17 de Setembro, o JTWC emitiu seu primeiro aviso sobre a recém-formada depressão tropical 16W. Apenas seis horas depois, o JTWC classificou a depressão numa tempestade tropical Praticamente ao mesmo tempo, a Agência Meteorológica do Japão (AMJ) também classificou o sistema numa tempestade tropical e lhe atribuiu o nome Yagi. O nome Yagi foi submetido pelo Japão e significa, em japonês, a constelação Capricórnio, ou também simplesmente Cabra.
Inicialmente localizado em fracas correntes de vento, Yagi executou lentamente uma volta ciclônica horária enquanto se intensificava. Às 18:00 UTC de 18 de Setembro, o JTWC classificou Yagi num tufão. Neste momento, o sistema localizava-se a aproximadamente 1.565 km a leste nordeste de Saipan. Após completar a volta ciclônica horária, Yagi começou a seguir para oeste assim que começou a ser gradualmente influenciado por uma alta subtropical em formação sobre o sudeste do Japão. Yagi continuou a se intensificar, e o JTWC classificou o sistema num super tufão na manhã (UTC) de 21 de Setembro, assim que começou a seguir para oeste-noroeste. Yagi alcançou seu pico de intensidade às 15:00 (UTC) de 21 de Setembro, com ventos máximos sustentados de 260 km/h, segundo o JTWC. Yagi manteve este pico de intensidade por cerca de 18 horas, antes de começar a se enfraquecer.
O tufão começou a se enfraquecer enquanto movia-se numa direção que mudava progressivamente em direção ao pólo norte. O enfraquecimento da tempestade foi devido ao aumento nos ventos de cisalhamento provocado por ventos ocidentais de médias latitudes. Yagi começou a seguir para oeste, na periferia da alta subtropical, em 23 de Setembro. A tempestade começou a sofrer transição extratropical em 24 de Setembro, segundo o JTWC. Com isso, o JTWC emitiu seu último aviso sobre o sistema. A AMJ manteve os avisos regulares sobre Yagi e desclassificou o tufão numa tempestade tropical severa ao meio-dia daquele dia e manteve o sistema como uma tempestade tropical até o começo da madrugada de 25 de Setembro, quando emitiu seu último aviso sobre o sistema como um ciclone tropical.
Os remanescentes extratropicais de Yagi continuaram a seguir para leste-nordeste e cruzou a Linha Internacional de Data no começo da madrugada de 27 de Setembro. A última referência sobre os remanescentes de Yagi ainda mencionavam uma tempestade extratropical com ventos constantes de 95 km/h ao sul das Ilhas Aleutas, Alasca. Portanto, é incerto quando a tempestade dissipou-se exatamente.

## Preparativos e impactos
Yagi manteve-se afastado da costa durante todo o seu período de existência. Como conseqüência, não foram relatados danos ou vítimas associadas à passagem do tufão. Nenhum navio ou estação meteorológica registrou a passagem do tufão.